# Seewaldsiedlung

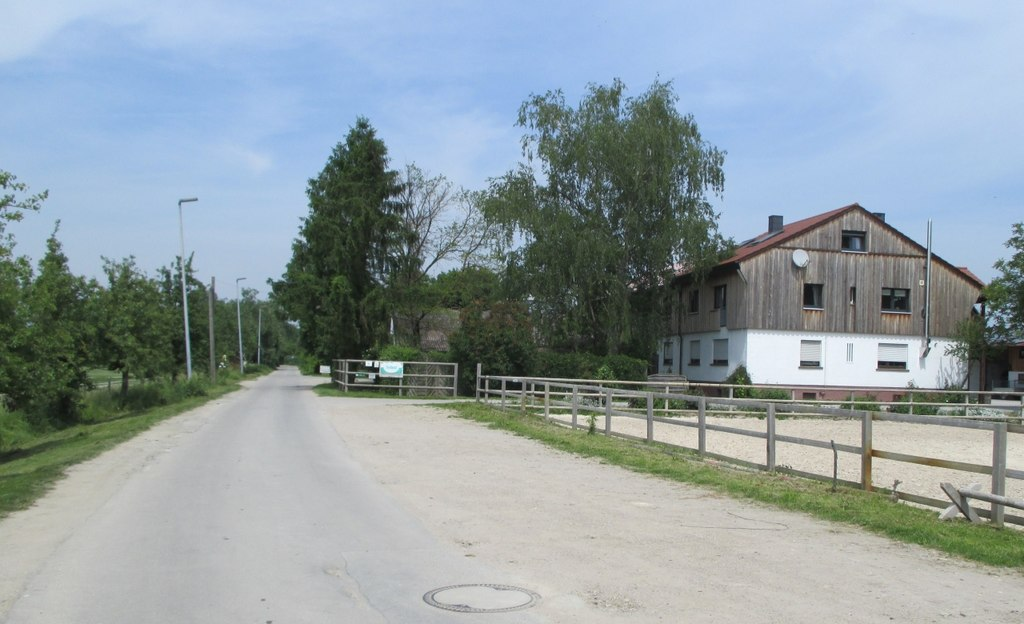
In der Seewaldsiedlung

Die Seewaldsiedlung ist eine 1960 gegründete landwirtschaftliche Aussiedlersiedlung im nordwestlichen Teil der Gemarkung von Hockenheim im baden-württembergischen Rhein-Neckar-Kreis mit sechs Hofstellen. Sie liegt im Gewann Hubwiesen, südöstlich der von Ketsch in Richtung Altlußheim führenden Kreisstraße 4250 und innerhalb des Landschaftsschutzgebietes Hockenheimer Rheinbogen. Westlich fließt der Katzengraben, östlich beginnt das Gebiet des ehemaligen Karl-Ludwig-Sees. In dessen Mitte verläuft der Stranggraben, er markiert zugleich die Grenze zur Nachbargemeinde Ketsch. Wenig südlich der Seewaldsiedlung liegt der Wohnplatz Ketschau, eine aufgelassene Ziegelei, außerdem drei Kilometer südwestlich mit Siegelhain eine weitere, ein Jahr früher entstandene Aussiedlersiedlung mit sieben Hofstellen. Eines der Gehöfte der Seewaldsiedlung, der Johanneshof, hat sich zu einem regional bekannten Ausflugslokal entwickelt.